# Jumpei Takiguchi
Jumpei Takiguchi (jap. 滝口 順平, Takiguchi Jumpei; * 17. April 1931 in Funabashi, Präfektur Chiba; † 29. August 2011 ebenda), eigentlich Kōhei Takiguchi (滝口 幸平, Takiguchi Kōhei), war ein japanischer Synchronsprecher (Seiyū) und Erzähler aus der Präfektur Chiba.

## Leben und Wirken
Takiguchi gilt aufgrund seiner besonderen Stimme als einer der Pioniere unter den Synchronsprechern in Japan. Er begann im Alter von 25 Jahren mit der Synchronisation der Sendung The Morning G-Man, wo er alle Charaktere allein synchronisierte, auch die weiblichen. Takiguchis wichtigstes Werk war die Synchronisation von Dokurobei in Yatterman. Er sprach auch Piiton in Holly the Ghost, Dr. Laughton in Robotic Angel (ein Anime zum Manga Metropolis aus dem Jahr 1949) und Porunga sowie weitere Rollen in Dragon Ball Z. Er synchronisierte auch die Figur von Homer Simpsons Vater Abe auf Japanisch.
Ende September 2007 gab Takiguchi öffentlich zu, dass er 50 Zigaretten am Tag rauchen müsse, um die Qualität seiner Stimme zu erhalten.
Von 1992 bis Juli 2011 dokumentierte Takiguchi eine Radiosendung über Bahnreisen (Burari Tochū Gesha no Tabi) auf Nippon Television Network für 958 Episoden.
Takiguchi starb am 29. August 2011 im Alter von 80 Jahren an Magenkrebs.

## Rollen
| Zeichentrickserien - .hack//Roots (Phyllo) - Lupin III: Alcatraz Connection (Ko) - Alice SOS (M1) - Astro Boy (Daring) - Brave Raideen (Barao) - Burn, Zantetsuken! (Chin Chin Chou) - Cyborg 009 (Doktor Kozumi) - D.Gray-man (Sennen Hakushaku) - Dragon Ball (Uranai Baba) - Dragon Ball Z (Uranai Baba, Großer Ältester, Porunga) - Dragon Ball Z Kai (Großer Ältester) - Gekkō Kamen (Satan no Tsume) - Hamtaro (Großvater Maki) - Huckleberry Hound (Huckleberry Hound) - Karin (Erzähler) - Kirarin Revolution (Mr. Danchō) - Kochira Katsushika-ku Kameari Kōen-mae Hashutsujo (Gott) - Lucy in Australien (Pettywell) - Mahōjin Guru Guru (Monburan) - Mazinger Z (Graf Brocken) - Metal Armor Dragonar (Major Hydelnecken) - Montana Jones (Professor Nitro) - One Piece (Admiral Nelson) - Quick Draw McGraw (Quick Draw McGraw) - Police Academy: The Animated Series (Lockjaw, Chef) - The Simpsons (Abe Simpson) - Soreike! Anpanman (Santa Claus) - Teenage Mutant Ninja Turtles (BS2-Fassung, Krang) - Tekkaman: The Space Knight (Rambos) - Time Bokan (Perasuke) - Tokimeki Tonight (Tamasaburo Kamiya) - UFO Baby (Professor Vincent) - The Ultraman (Pig) - Urusei Yatsura (Kaijin Akamanto) - Wickie und die starken Männer (Snorre) - Yatterman (Dokurobe) OVA - Dirty Pair (Mazohho) - Slayers Gorgeous (Gaizno) - Sonic the Hedgehog: The Movie (Doctor Eggman) | Zeichentrickfilme - Alice im Wunderland (TBS-Fassung, Tweedle Dum und Tweedle Dee) - Aristocats (Peppo der italienische Kater) - Robin Hood (Sheriff von Nottingham) - Schneewittchen und die sieben Zwerge (Happy) - Die Simpsons – Der Film (Abe Simpson) - Susi und Strolch (Pluto/Trusty) - Die Unglaublichen – The Incredibles (Ollie Johnston) Videospiele - Crash Team Racing (Nitros Oxide) - Dragon Ball Z 3 (Großer Ältester, Uranai Baba) - Dragon Ball Z Infinite World (Porunga) - Dragon Ball Z Sparking! (Porunga) - Dragon Ball Z Sparking! Meteo (Porunga) - Dragon Ball Z Sparking! Neo (Uranai Baba, Porunga) - Kingdom Hearts Birth by Sleep (Happy) Synchronisierungen - Batman (Joker) - Goldfinger (Nippon-TV-Fassung, Auric Goldfinger) - Hercule Poirot (Peter Ustinov) - I Love Lucy (Frederick „Fred“ Hobart Mertz) - Versprochen ist versprochen (Fuji-TV-Fassung, Alexander Hummell) - Lethal Weapon 4 (Nippon-TV-Fassung, Benny Chan) - Leben und sterben lassen (Sheriff J.W. Pepper) - Der Mann mit dem goldenen Colt (Sheriff J.W. Pepper) - Mary Poppins (DVD-Fassung, Uncle Albert) - Melody (Mister Perkins) - Muppet Show (schwedischer Koch) - Son of the Mask (TBS-Fassung, Doctor Arthur Neuman) - Spartacus (DVD-Fassung, Gracchus) - Onkel Remus’ Wunderland (Br’er Owl) - Star Wars: Episode II – Angriff der Klonkrieger (Dexter Jettster) - Der Zauberer von Oz (Video- und DVD-Fassung) für Frank Morgan (Zauberer von Oz und weitere) Andere - Splash Mountain (Brer Owl) |